# ابن عميرة الضبي
ابن عَمِيرة (ت. 599 هـ / 1203 م) أديب، ومحدث، و مؤرخ أندلسي.

## اسمه ومولده
هو أبو جعفر وقيل: أبو العباس أحمد بن يحيى بن أحمد بن عميرة الضبيّ، ولد في مدينة بلش وتقع غرب مدينة لورقة Lorca. بعد سنة ٥٥٣ هـ على الأرجح، وفيها تلقى مبادئ العلم قبل أن يبلغ العاشرة من عمره.

## شيوخه
تنقل الضبي بين حواضر الأندلس والمغرب ومصر والحجاز، التقى خلالها عدد من الشيوخ، منهم : أبو عبد الله ابن حُميد ـ وهو أول من قرأ عليه الضبّي وهو دون سن العاشرة، و ابن عُبيد الله في سبتة، و ابن الفخّار بمراكش، و ابن بشكوال، كما صحب أبا القاسم بن حُبيش مدة طويلة، والتقى بعبد الحق الإشبيلي، و ابو الطاهر بن عوف بالإسكندرية، و أبو عبد الله الحضرمي، و أبو الحسن علي بن أحمد الحديثي، وابن عم أبيه أحمد بن عبد الملك بن عميرة، وغيرهم كثيرز

## آثاره
من آثاره:
- « بغية الملتمس في تاريخ الأندلس ».
- « مطلع الأنوار لصحيح الآثار » في الحديث.[5]
- « الأربعين عن أربعين ».
- « المسلسلات المبوبة ».

كما برع في حسن الخط ونسخ الكتب ، قال عنه أبو عبد الله المراكشي : كان الضبي آية من آيات الله الكبرى في سرعة الكتابة. كلفه بعض ولاة سبتة بالأندلس نسْخَ « موطأ » الإمام مالك ، واقترح عليه أسطراً، ودفع إليه ورقاً اختاره. وكان ذلك يوم الجمعة بعد الصلاة، فلما كان يوم الجمعة التالي وافاه بالكتاب كاملاً على وفق اقتراحه، وأتقن ما قدر منه، فكان ذلك من أطرف ما يُتحدَّث به.

## وفاته
توفي الضبي بمرسية سنة 599 هـ، وله من العمر بضع وأربعين سنة، حيث سقط عليه حائط بستانه فأُخرج وفيه رمق، ودفن في مسجده بإزاء بستانه الذي وقع حائطه عليه. وكانت جنازته مشهودة.